# Leder und Schuh
Die Leder & Schuh AG ist eine österreichische Schuheinzelhandelskette mit Sitz in Graz. Sie vertreibt Schuhe, Taschen und Accessoires stationär mit den Vertriebslinien HUMANIC in den Ländern Österreich, Bulgarien, Deutschland, Kroatien, Rumänien, Slowakei, Slowenien, Tschechien, Ungarn und SHOE4YOU am Heimmarkt Österreich. Weiters ist HUMANIC mit dem E-Shop www.humanic.net in Österreich, Deutschland, Slowenien, Slowakei und Tschechien vertreten, SHOE4YOU in Österreich mit www.shoe4you.com.
Angeboten werden neben internationalen Top-Marken auch Eigenmarken wie Lazzarini, Pat Calvin, Kate Gray, D. H. Pollak uvm., für Damen, Herren und Kinder sowie die Komfortmarke DELKA.
Mit einem Jahresumsatz von über 310 Millionen Euro ist das Unternehmen im mittleren und gehobenen Segment einer der größten Schuhanbieter Europas und beschäftigt mehr als 2000 Mitarbeiter an rund 200 Standorten.

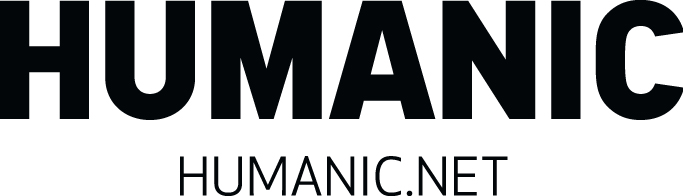
Humanic – eine Marke von Leder und Schuh

Vorstand ist Armin Weger.

## Geschichte
Das Unternehmen wurde am heutigen Sitz im Jahr 1872 als D.H. Pollak & Co gegründet. Damals stand die Schuherzeugung im Vordergrund. Bereits nach wenigen Jahren war das Unternehmen mit 20.000 wöchentlich erzeugten Schuhen einer der größten Erzeuger in Mitteleuropa. Der Großteil wurde über ein Netz von Filialen in Österreich-Ungarn vertrieben. Außerdem wurden unter dem Firmennamen Goodyear Welt-Schuhfabrik Schuhe weltweit exportiert. Im Zuge dessen wurden weitere Niederlassungen in Konstantinopel (heutiges Istanbul), Philippopel (heutiges Plovdiv/Bulgarien), Sofia und Berlin gegründet.
Während des Ersten Weltkrieges ging ein großer Teil des Filialnetzes verloren. Als Erzeugungsbetrieb wurde allerdings die Allgemeine Österreichische Schuh-Aktien-Gesellschaft gekauft. Die in den Nachfolgestaaten gegründeten Auslandsfirmen gingen in den Nachkriegsjahren verloren. Somit konzentrierte sich das Unternehmen auf den kleinen österreichischen Markt und firmierte unter Humanic Leder und Schuh AG, Wien-Graz. 1930 existierten bereits wieder 60 Filialen.
Neben den wirtschaftlichen Schwierigkeiten während des Zweiten Weltkrieges wurde die Fabrik durch Bomben stark beschädigt. Nach dem Krieg wurden jedoch bald wieder internationale Kooperationen, wie mit dem italienischen Unternehmen Calzaturificio di Varese, abgeschlossen.
In den 1960er-Jahren exportierte das Unternehmen bis nach Westeuropa und Skandinavien. Über 3000 Schuhhändler in ganz Europa wurden sowohl aus der eigenen Produktion als auch durch den eigenen Großhandel beliefert. Gleichzeitig errichtete das Unternehmen Produktionsstätten in Deutschlandsberg, Radkersburg, Eibiswald und Feldbach.
Bis 1977 wurden die Einzelhandelsaktivitäten ausschließlich unter der Handelsmarke Humanic geführt. Ab diesem Zeitpunkt begann sich das Unternehmen im Einzelhandel zu diversifizieren und erweiterte seinen Vertrieb um Top Schuh. 1988 wurden die ersten Dominici-Geschäfte eröffnet. Ein Jahr später wurde Jello Schuhpark gegründet.
1990 wurde die Leder & Schuh AG gegründet, die als Muttergesellschaft für die Tochterunternehmen auftritt.
Bis 1991 existierten nur in Österreich Einzelhandelsgeschäfte des Unternehmens. Später kaufte Leder & Schuh die ungarische Firma Szivárvány Rt. Ab dann fasste das Unternehmen in allen österreichischen Nachbarländern mit den verschiedenen Vertriebslinien Fuß. Gleichzeitig zog es sich 1994 aus der Schuhproduktion und dem Großhandel vollkommen zurück.
2000 wurden Filialen in Slowenien, zwei Jahre später in Deutschland und der Slowakei eingerichtet. 
Ende 2007 wurde Top Schuh vom Markt zurückgezogen. 2008 wurden Filialen in Rumänien eröffnet, 2009 in Kroatien und 2010 in Bulgarien.
2011 kaufte das Unternehmen Stiefelkönig von der BAWAG P.S.K., die sich auf ihr Kerngeschäft zurückzog.
Nach der strategischen Neuausrichtung der Leder & Schuh-Gruppe in den Jahren 2015 und 2016 konzentriert das Unternehmen seine Aktivitäten auf die Vertriebslinien HUMANIC und SHOE4YOU und baut in diesen Bereichen das Waren- und Dienstleistungsangebot, wie einen Kundenclub in Österreich, Tschechien, Slowakei und Slowenien, aus.

## Belege
1. ↑  https://www.ots.at/presseaussendung/OTS_20250530_OTS0086/leder-schuh-ag-steigert-umsatz-2024-durch-markeninnovation-und-expansion
2. ↑  Stiefelkönig geht an Grazer Leder & Schuh AG auf ORF vom 29. Juli 2011, abgerufen am 29. Juli 2011.